# Heidenhain
Firma Dr. Johannes Heidenhain GmbH, numită și Heidenhain, este o întreprindere germană care produce sisteme electronice și optice de măsurare și control și comenzi numerice pentru mașini unelte.
Firma este specializată în dezvoltarea și producerea de sisteme de măsură liniare și unghiulare, traductoare rotative, afișaje de cotă și comenzi numerice. Produsele Heidenhain sunt utilizate de producătorii de mașini unelte, instalații și mașini automatizate, folosite în domeniul prelucrărilor metalice, dar și în fabricarea produselor electronice.

## Istoric

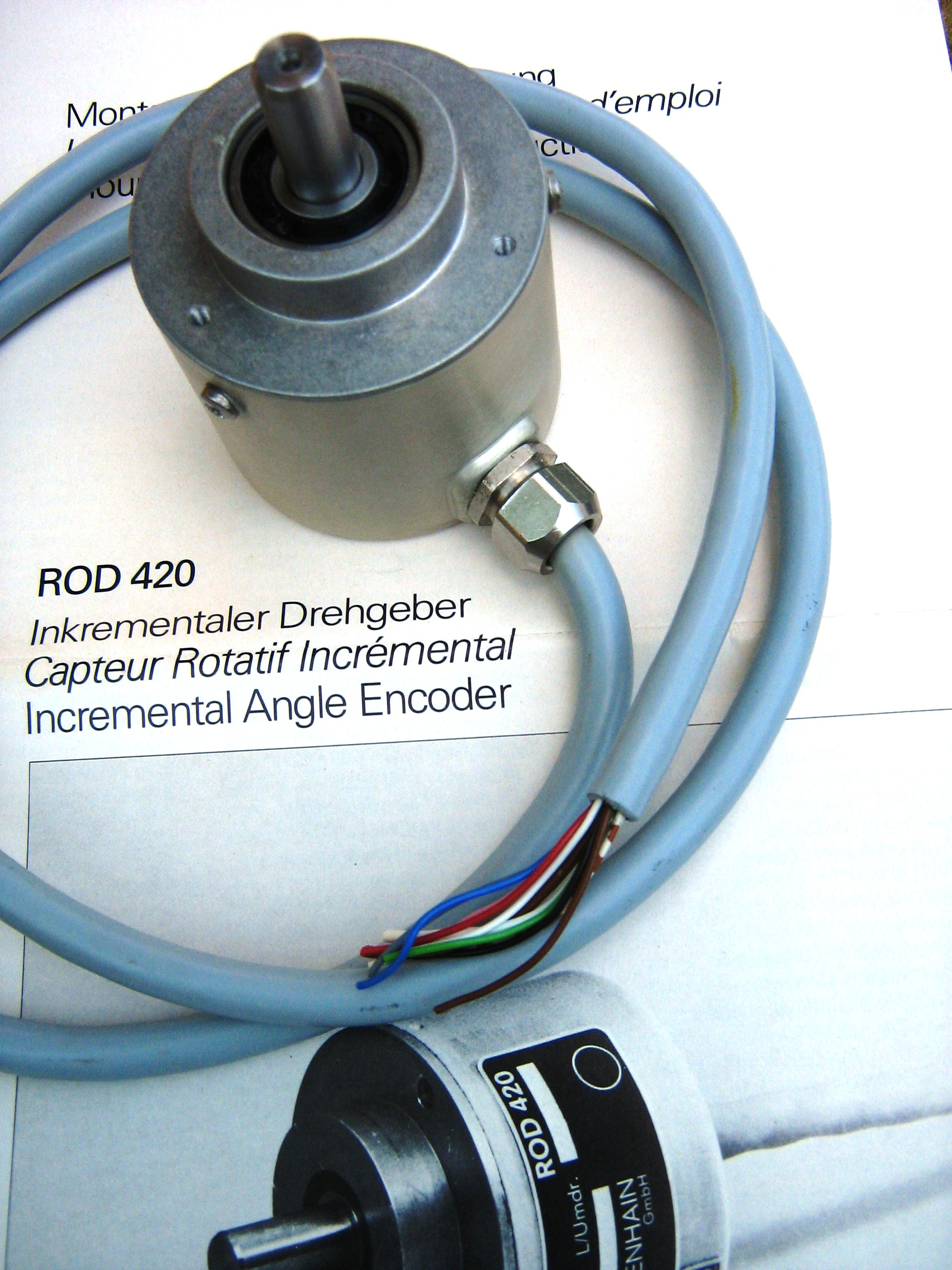
ROD 420

Heidenhain își are originea într-un atelier de gravură pe metal, fondat în 1889 la Berlin de către Wilhelm Heidenhain.
În 1928 a fost dezvoltat procedeul Metallur. Acesta permitea copierea gradației de pe o suprafață metalică, cu ajutorul sulfurii de plumb. Astfel, în 1936, o riglă de măsură din sticlă putea fi copiată prin procedee fotomecanice cu o precizie de ±0,015 mm.
În 1943, un disc gradat putea fi copiat cu o precizie de ±3 secunde de arc.
După al doilea război mondial, în 1948 a fost fondat la Traunreut, Heidenhain GmbH prin intrarea Dr. Johannes Heidenhain în firma tatălui său.
Inventarea procesului Diadur în 1950 permite fabricarea în mare serie a scalelor de măsurare pentru cântare profesionale, inclusiv conversia masei în preț echivalent. 
În 1952, au început dezvoltarea sistemelor de măsurare liniare optice pentru mașini unelte. În 1961 au fost produse primele rigle liniare optice și primele discuri de măsură optice. În 1968 au fost produse primele numărătoare cu afișaj.
Prima comandă numerică Heidenhain pentru mașini unelte a fost lansată pe piață în 1976.
În 1987 s-a reușit fabricarea în serie a primelor rigle care utilizau interferența luminii, cu o precizie de măsurare de ordinul nanometrilor.
În 1997, Heidenhain creează interfața EnDat, care permite transferul rapid al informațiilor de poziție.
Din datele furnizate de Heidenhain, în 2006 firma avea filiale în 43 de țări și 6000 de angajați, din care 2400 în Germania.
În 1999, fuseseră vândute 8,5 milioane de sisteme de măsură liniare și unghiulare, 400.000 de afișaje, 180.000 de comenzi numerice.